# 福本秀子
福本 秀子（ふくもと ひでこ、1932年5月22日 - ）は、フランス語の翻訳家、歴史家。

## 来歴
横浜市出身。1955年慶應義塾大学経済学部卒。1971年京都大学大学院文学研究科博士課程満期退学。パリ大学法経学部博士課程修了（フランス政府給費留学）。フランス語で日本史紹介の本『女と侍』などを刊行。駐日フランス大使ド・ラ・シュバルリの日本語家庭教師も務めた。夫は福本直之。

## 著書
- 『マダム・ジャポンは袋だたき 主婦翻訳家留学始末記』社会思想社 1991
- Femmes a l’aube du Japon moderne avec la collaboration de Marie Desjardins.Des femmes, c1997.
- 『フランスは可笑しい フランスで本を出してみれば』社会思想社 1998
- 『ヨーロッパ中世を変えた女たち』日本放送出版協会 NHKカルチャーアワー 東西傑物伝　2001　のちNHKライブラリー
- Geishas et prostituees: essai（芸者と娼婦）avec la collaboration de Marie Desjardins.Editions du Petit vehicule,c2002.Collection "Le tunnel de Platon"
- 『どこへ行ってもジャンヌ・ダルク 異文化フランスへの旅』論創社 2003

### 共著
- Femmes et samourai/ Catherine Pigeaire共著　Des femmes,c1986.
- 『フランス・ドイツワイン小咄』古賀守共著 産調出版 2001

### 翻訳
- レジーヌ・ペルヌー（英語版）『中世を生きぬく女たち』白水社 1988
- レジーヌ・ペルヌー『十字軍の男たち』白水社 1989
- レジーヌ・ペルヌー『十字軍の女たち』パピルス 1992
- ピエール・ムニエ『我が友ジャン・ムーラン レジスタンスの英雄の生と死』東洋書林 1995
- アンリ・ルゴエレル『プランタジネット家の人びと』白水社 文庫クセジュ 2000
- レジーヌ・ペルヌー,ジョルジュ・ペルヌー（英語版）『フランス中世歴史散歩』白水社 2003　のち白水Uブックス
- レジーヌ・ペルヌー『リチャード獅子心王』白水社 2005